# Omar Hakim
Omar Hakim (New York, 12 februari 1959) is een Amerikaans jazzdrummer. Hij verwierf onder andere bekendheid als drummer bij de jazzrock-formatie Weather Report. Daarnaast speelde (en speelt) hij met vele andere, meer mainstream jazz- en fusion-acts. Zo werkte hij onder andere samen met David Bowie op de albums Let's Dance, Tonight en met Sting op de albums The Dream of the Blue Turtles en Bring on the Night.